# Мишуково (Мурманская область)
Мишуково — посёлок в Кольском районе Мурманской области, дата образования 1936 год. Входит в сельское поселение Междуречье.

## Население
| 2002 | 2010 |
| ---- | ---- |
| 438  | ↘211 |

Численность населения, проживающего на территории населённого пункта, по данным Всероссийской переписи населения 2010 года составляет 211 человек, из них 97 мужчин (46 %) и 114 женщин (54 %). По данным переписи 2002 года в посёлке проживало 438 жителей.
В Мишуково базируются суда гидрографической службы СФ.